# 샘 킴
샘 킴(Sam Kim, 1977년 5월 8일~)은 대한민국 국적의 요리사이다. 본명은 김희태이며 샘킴이라는 이름은 10년간의 미국 유학생활 때에 만들어진 이름이다. 1997년 의무경찰에 지원하여 국방의 의무를 마쳤다.

## 드라마
- 2010년 MBC 《파스타》 (특별 출연 및 조리연출)
- 2015년 MBC 《여왕의 꽃》 (특별 출연)
- 2016년 tvN 《안투라지》 (특별 출연)

## 방송
- 2014년~2019년 11월 25일 JTBC 《냉장고를 부탁해》 2014.11.17~2019년 11월 25일
- 2014년 KBS2 《1박 2일 - 최고의 가을 밥상 편》 369회, 370회(특별 출연) (with 레이먼 킴)
- 2014년 EBS1 《세계견문록 아틀라스》 10회 : 지중해의 맛 기행 - 1부.시칠라 맛에 빠지다 / 11회 : 지중해의 맛 기행 - 2부.지중해 슬로우 푸드 / 12회 : 지중해 맛 기행 - 3부.스페인 맛에 빠지다 - 프레젠터
- 2015년 MBC 《진짜 사나이 시즌2》 1회~12회(게스트)
- 2015년 tvN 《SNL 코리아 (시즌 6)》 11회(게스트) (with 레이먼 킴, 홍석천)
- 2015년 SBS 《SBS 스페셜 - 요리, 남자를 바꾸다》 게스트
- 2016년 Olive 《샘킴이 간다! 함께쿠킹》 11부작(진행)
- 2016년 MBC 《나 혼자 산다》 141회(특별 출연)

## 광고
- 2012년 삼성 갤럭시 노트 : CHEF 편
- 2015년 울금 테라큐민 : 샘킴이 추천하는 황금습관 편
- 2015년 식품용 기구 구분표시 제도 : 먹는 건 먹는 걸로 편
- 2015년 농림축산식품부 매일 아침밥! 평생 건강법! : 아침밥을 부탁해 편 (with 최현석)
- 2015년 보령제약 겔포스 엠 : 속쓰림을 부탁해 편
- 2015년 초록우산 어린이재단 : 인성밥상 편
- 2015년 골든듀 : 특별한 프러포즈 편
- 2015년~2016년 롯데제과 폭신폭신 말랑카우 (with 김성주, 김영철)
- 2016년 한국코카콜라음료 스프라이트 : 맛있는 케미 편 (with 최현석, 설현)
- 2016년 롯데 카스타드 : 쉐프가 만들다 편